# Detective Conan: Episode "One" - Il detective rimpicciolito
Detective Conan: Episode "One" - Il detective rimpicciolito (名探偵コナン エピソードONE 小さくなった名探偵?, Meitantei Conan: Episōdo Wan - Chiisaku natta meitantei, lett. "Detective Conan: episodio uno - Il grande detective si è rimpicciolito"), conosciuto anche con il titolo internazionale Detective Conan: Episode One - The Great Detective Who Shrank, è il sesto special televisivo d'animazione di Detective Conan, in onore del ventesimo anniversario dell'anime, uscito in Giappone il 9 dicembre 2016 ed in Italia il 31 dicembre 2022 su Prime Video.
È un remake del primo e parte del secondo episodio, ma più fedele al manga e con nuove scene inedite. Gli unici personaggi che hanno voci diverse da quelle dell'anime sono solo coloro apparsi esclusivamente nel primo episodio della serie. Gōshō Aoyama ha supervisionato di persona tutta la produzione, tranne la scena in cui Shinichi e Ran sono a casa di Sonoko. Il titolo giapponese è lo stesso del secondo file del manga.

## Trama
Shinichi e Ran hanno visitato il Beika Aquarium. Di ritorno, quando Ran deve indossare il cappuccio a causa della pioggia improvvisa, il suo cellulare cade fuori e finisce nello scarico di un tombino. Per risolvere il caso di omicidio avvenuto nell'acquario, Shinichi glielo aveva messo nel cappuccio e si era dimenticato di toglierlo. Ran è in collera con lui, poiché lo aveva appena comprato. Per scusarsi, Shinichi promette di portarla a Tropical Land, un parco divertimenti completato di recente.
Intanto, Gin e Vodka stanno facendo un affare con un uomo in un bar presso il porto di Beika. Hanno ricevuto una busta piena di negativi e fotografie su un contrabbandiere di armi da ricattare, ma essendosi resi conto che si tratta di una spia infiltrata nell'organizzazione, lo fanno saltare in aria con la sua auto.
Mentre una grande minaccia si avvicina, Shinichi e Ran vanno a comprare un nuovo telefono cellulare. Improvvisamente, però, avviene uno scippo quando sono a piedi presso il quartiere dello shopping. Per fortuna, il malvivente viene steso da Hina Wada, la rivale di Ran nel karate. In quel momento incontrano Sonoko che invita Shinichi e Ran a casa sua, dove fanno la conoscenza di un amico dei suoi genitori, Takanori Sewa. 
Il giorno in cui Ran partecipa al torneo di karate, Shinichi è costretto ad andarsene, provocando la collera della ragazza, in quanto chiamato dall'ispettore Megure per risolvere un omicidio avvenuto nella villa di Sewa. Il ragazzo scopre facilmente che quest'ultimo è il colpevole, e lo fa arrestare. La risoluzione del caso aumenta la popolarità del giovane detective, mentre lui e Ran vengono tenuti d'occhio dai suoi genitori, che decidono di rimandare l'incontro con il figlio. 
Shinichi e Ran trascorrono una felice giornata a Tropical Land, dove si recano anche Gin e Vodka per concludere un affare. Entrambe le coppie rimangono coinvolte in un omicidio avvenuto alle montagne russe. Dopo aver risolto il caso, Shinichi, insospettito dal comportamento degli uomini in nero, decide di pedinare Vodka, lasciandosi dietro Ran. Il ragazzo assiste ad una trattativa tra lui e un uomo ricattato, ma viene scoperto da Gin che lo tramortisce. I due criminali decidono di ucciderlo con un veleno sperimentale per evitare di usare armi da fuoco e attirare l'attenzione, e lo abbandonano al suo destino. 
Al suo risveglio, Shinichi scopre di essere ancora vivo ma di essere regredito ad un aspetto da bambino delle elementari. Riesce a tornare alla propria casa dove incontra il dottor Agasa e lo convince della sua identità dando prova delle sue capacità deduttive. Lo scienziato gli consiglia di tenere nascosto a tutti ciò che gli è accaduto per impedire che i membri dell'organizzazione scoprano la sua sopravvivenza e tentino nuovamente di ucciderlo. In quel momento arriva Ran, in cerca di Shinichi, che per impedirle di scoprire la sua vera identità inventa il nome di Conan Edogawa. Convinto da Agasa a trasferirsi da Ran con una scusa, essendo il padre di lei un investigatore e avendo più probabilità di scoprire qualcosa sui suoi nemici, il giovane detective inizia una nuova vita. 
A New York, gli agenti dell'FBI Jodie Starling e Shuichi Akai inseguono Vermouth, ma la donna riesce a sfuggirgli. Due mesi dopo il rimpicciolimento di Shinichi, alcuni membri dell'organizzazione guidati da Sherry perquisiscono casa sua per verificare la sua morte. La giovane scienziata si accorge dei vestiti da bambino mancanti, e ricordando una conversazione avuta con la sorella riguardo un bambino insolitamente intelligente che abitava presso l'agenzia investigativa Mori, realizza la verità. Nonostante questo, decide di tenere per sé questa informazione e dichiara Shinichi Kudo deceduto nei file dell'organizzazione. 

## Colonna sonora
Sigla di apertura
Mune ga dokidoki (胸がドキドキ? lett. "Il mio cuore in gola"), testo e composizione di Hiroto Kōmoto e Masatoshi Mashima, musica e arrangiamento di The High-Lows, utilizzata come sigla di apertura per gli episodi da 1 a 30 secondo la numerazione originale.
Intermezzo
Unmei no roulette mawashite (運命のルーレット廻して? lett. "Girando la roulette del destino"), testo di Izumi Sakai, composizione di Seiichiro Kuribayashi, arrangiamento di Daisuke Ikada, musica dei Zard, utilizzata come sigla di apertura per gli episodi da 97 a 123 secondo la numerazione originale.

## Doppiaggio
| Personaggio         | Doppiatore originale | Doppiatore italiano                                                        |
| ------------------- | -------------------- | -------------------------------------------------------------------------- |
| Shinichi Kudo       | Kappei Yamaguchi     | Davide Garbolino                                                           |
| Conan Edogawa       | Minami Takayama      | Federica Simonelli                                                         |
| Ran Mori            | Wakana Yamazaki      | Debora Magnaghi                                                            |
| Kogoro Mori         | Rikiya Koyama        | Oliviero Corbetta                                                          |
| Eri Kisaki          | Gara Takashima       | Alessandra Karpoff                                                         |
| Yusaku Kudo         | Hideyuki Tanaka      | Patrizio Prata                                                             |
| Yukiko Kudo         | Sumi Shimamoto       | Chiara Francese                                                            |
| Hiroshi Agasa       | Ken'ichi Ogata       | Maurizio Scattorin                                                         |
| Sonoko Suzuki       | Naoko Matsui         | Ilaria Silvestri                                                           |
| Jirokichi Suzuki    | Kōsei Tomita         | ?                                                                          |
| Shiro Suzuki        | Fumio Matsuoka       | Fabrizio Odetto                                                            |
| Tomoko Suzuki       | Miru Hitotsuyanagi   | Marcella Silvestri                                                         |
| Ayumi Yoshida       | Yukiko Iwai          | Sabrina Bonfitto (prima edizione) Patrizia Scianca (seconda edizione)      |
| Genta Kojima        | Wataru Takagi        | Luca Bottale                                                               |
| Mitsuhiko Tsuburaya | Ikue Ōtani           | Cinzia Massironi                                                           |
| Juzo Megure         | Chafūrin             | Riccardo Rovatti                                                           |
| Wataru Takagi       | Wataru Takagi        | Massimo Di Benedetto (prima edizione) Francesco Orlando (seconda edizione) |
| Kazunobu Chiba      | Isshin Chiba         | Gabriele Donolato                                                          |
| Makoto Kyogoku      | Nobuyuki Hiyama      | ?                                                                          |
| Heiji Hattori       | Ryō Horikawa         | ?                                                                          |
| Kaito Kid           | Kappei Yamaguchi     | Davide Garbolino                                                           |
| Shuichi Akai        | Shūichi Ikeda        | Patrizio Prata (prima edizione) Ruggero Andreozzi (seconda edizione)       |
| Jodie Starling      | Miyuki Ichijō        | Ludovica De Caro                                                           |
| Akemi Miyano        | Sakiko Tamagawa      | Ludovica De Caro                                                           |
| Shiho Miyano/Sherry | Megumi Hayashibara   | Laura Cherubelli (prima edizione) Federica Valenti (seconda edizione)      |
| Gin                 | Yukitoshi Hori       | Lorenzo Scattorin                                                          |
| Vodka               | Fumihiko Tachiki     | Massimiliano Lotti                                                         |
| Vermouth            | Mami Koyama          | Marlene De Giovanni (prima edizione) Cristiana Rossi (seconda edizione)    |
| Chianti             | Kikuko Inoue         | Beatrice Caggiula                                                          |
| Hina Wada           | Mikako Komatsu       | Chiara Francese                                                            |
| Takanori Sewa       | Yōsuke Akimoto       | Marco Pagani                                                               |
| Signora Sewa        | Ai Satō              | Cinzia Massironi                                                           |
| Sewa                | Kōzō Mito            | Diego Baldoin                                                              |
| Hitomi              | Yuri Amano           | Valentina Pallavicino                                                      |
| Aiko                | Asako Dodo           | ?                                                                          |
| Reiko               | Shiho Kawaragi       | Ludovica De Caro                                                           |
| Kishida             | Hideo Ishikawa       | Luca Bottale                                                               |

### Edizione italiana
L'edizione italiana dello special è curata da Yamato Video, che in precedenza si era già occupata di un'altra serie di Gōshō Aoyama, Magic Kaito 1412 (2014-2015), e nella serie in questione apparivano anche dei personaggi di Detective Conan in alcuni episodi crossover. Proprio in Magic Kaito 1412 sono nati due abbinamenti vocali poi confermati da Yamato Video in questo special: Federica Simonelli su Conan Edogawa (in sostituzione di Monica Bonetto, morta nel 2017), e Davide Garbolino su Kaito Kid (in sostituzione di Paolo Sesana, per seguire l'originale giapponese dove Shinichi e Kaito Kid hanno la stessa voce).
Per molti dei personaggi minori nello special non sono stati mantenuti gli stessi doppiatori della serie animata, sia per momentanea indisponibilità di loro che per la poca quantità di battute: le sostituzioni più rilevanti sono su Gin, Sherry, Sonoko Suzuki e Ayumi Yoshida. L'edizione DVD e Blu-ray presenta un parziale ridoppiaggio per alcuni personaggi con le loro voci ufficiali. L'adattamento è pressoché fedele all'originale, sebbene per il cognome "Megure" sia utilizzata la pronuncia italiana dell'anime. Oltre a ciò, il nome di Shuichi Akai è detto "Suichi", pronuncia errata usata a volte anche nella serie. Il personaggio di Narumi Asai, apparso nell'episodio 11 dell'anime, viene chiamato "dottoressa", nonostante fosse in realtà un uomo che si fingeva una donna e l'adattamento italiano degli episodi fece anche sembrare il suo genere femminile, e inoltre il suo nome viene cambiato in "Nami". Sono presenti alcune differenze nel doppiaggio tra la prima versione distribuita a dicembre 2022 e la successiva:
- Nella prima edizione il nome "Genta" era pronunciato con la G dolce come nell'anime, mentre nella seconda con la G dura come nell'originale.
- Per un errore di mixaggio una battuta del figlio di Takanori Sewa era sovrapposta alla voce di Federico Zanandrea. Ciò è stato corretto nella seconda edizione.
- Il cognome di Chiba è erroneamente pronunciato Kiba invece di Ciba, anch'esso viene corretto nella riedizione.
- Nella prima versione il soprannome di Kaito Kid "Kaito 1412" è letto "Kaito quattordici dodici" come nell'adattamento dell'anime. Nella seconda edizione  è invece pronunciato "Kaito uno quattro uno due" come nella serie Magic Kaito 1412.

## Edizione home video

### Italia
Lo special è stato pubblicato in DVD e Blu-ray da Eagle Pictures il 19 aprile 2023.